# Rikki Streicher
Rikki Streicher (1922-21 de agosto de 1994) fue una activista estadounidense y líder comunitaria del movimiento LGBTQ de San Francisco. En la década de 1960, tuvo un papel de liderazgo activo en la Sociedad para los Derechos Individuales, una organización que promovía la igualdad de derechos para gays y lesbianas. En 1966, abrió y dirigió el local Maud's, un año antes del Verano del Amor de San Francisco. Maud's estuvo abierto durante 23 años, y era el bar lésbico propiedad de lesbianas que llevaba más tiempo en funcionamiento continuo en el Estados Unidos. En 1978, abrió un segundo bar, Amelia's, en el distrito de la Misión de San Francisco, y ambos locales sirvieron como centros comunitarios improvisados para lesbianas ya que contaban muy pocas opciones de socialización aceptables. A principios de la década de 1980, fue cofundadora de los Juegos Olímpicos Gay internacionales, más tarde llamados Gay Games, y formó parte de la junta directiva. En 1994, recibió el premio Tom Waddell por su contribución al atletismo gay.
Streicher murió de cáncer ese mismo año y le sobrevivió su pareja, Mary Sager. El Rikki Streicher Field, un campo deportivo y centro recreativo en el distrito Castro de San Francisco, lleva su nombre.

## Trayectoria
Streicher nació en 1922. Sirvió en el ejército y vivió en Los Ángeles en la década de 1940, donde pasó tiempo en los bares gay de esa ciudad. También frecuentaba los bares gay de North Beach en San Francisco. Los roles de Butch-Femme eran muy fijos en ese momento. Streicher se identificó entonces como butch y fue fotografiada en 1945 en una imagen ampliamente publicada, sentada en el Claremont Resort de Oakland con otras lesbianas, vestida con traje y corbata. Trabajó como técnica en radiología después de mudarse a San Francisco en 1944 y luego ingresó a la administración de restaurantes. : 69 

## San Francisco y actividades nacionales.
Streicher tuvo un papel de liderazgo activo en la Sociedad para los Derechos Individuales, una organización de gays y lesbianas creada en 1964 en San Francisco que promovía la igualdad de derechos para los homosexuales, el empoderamiento político y la construcción de comunidades a través de recaudaciones de fondos, bailes y clases. En 1966, SIR había establecido el primer centro comunitario gay público en los Estados Unidos y se había convertido en la organización homófila más grande del país.

### Maud's
En 1966, Streicher abrió Maud 's, originalmente llamado "Maud's Study", o "The Study", un bar de lesbianas en Cole St. en el distrito Haight-Ashbury de San Francisco. Al año siguiente, Haight-Ashbury se convertiría en el epicentro del movimiento hippie durante el Verano del Amor de 1967. Maud's ayudó a cerrar la brecha entre la comunidad lésbica de San Francisco y su generación hippie. Debido a que hasta 1971 las mujeres no tuvieron permitido trabajar como camareras en San Francisco, Streicher tuvo que atender el bar ella misma o contratar camareros masculinos. El bar rápidamente se convirtió en un lugar de reunión popular para lesbianas y mujeres bisexuales de San Francisco. Una de las clientes notables de Maud fue la cantante Janis Joplin. Los activistas Del Martin y Phyllis Lyon también fueron los primeros patrocinadores de Maud's. Maud's permaneció abierto durante veintitrés años, convirtiéndose en ese momento en el bar lésbico propiedad de lesbianas con más tiempo de funcionamiento continuo en el país. En el libro Wide Open Town, Nan Amilla Boyd describe Maud's como un "bar, casa club y centro comunitario de lesbianas".
El bar y su cierre en 1989 fueron documentados en la película de Paris Poirier distribuida internacionalmente Last Call at Maud's. La película entrelaza la historia más amplia de los bares de lesbianas en los Estados Unidos con los recuerdos de los clientes. En él, Streicher especulaba que una mayor aceptación del lesbianismo en los espacios públicos y un giro hacia la sobriedad provocado por la crisis del SIDA de la década de 1980 pueden haber sido factores que contribuyeron al cierre de Maud.

### Amelia

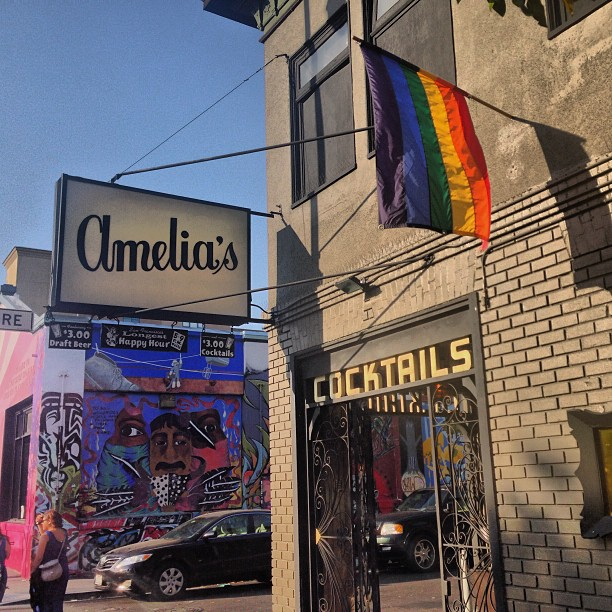
Durante la Semana del Orgullo, Elbo Room reemplazó su letrero por el de Amelia's, el antiguo club de baile lésbico en 647 Valencia Street, propiedad de Rikki Streicher de 1978 a 1991.

En 1978, en el apogeo de la era disco, Streicher abrió Amelia's, un bar y club de baile más espacioso en 647 Valencia Street en el distrito de la Misión de San Francisco, que lleva el nombre de Amelia Earhart. El distrito de la Misión, y particularmente Valencia Street, se convirtió en un lugar de reunión para lesbianas desde la década de 1970 hasta principios de la de 1990, y allí se fundaron varias organizaciones y negocios que atendían a las mujeres, tales como The Women's Building, una organización sin fines de lucro; la Old Wives Tales, una librería; Osento, una casa de baños exclusiva para mujeres; y la Artemis Society, un club de lesbianas que más tarde se convirtió en el Artemis Café.
Amelia's estuvo abierto hasta 1991, cuando Streicher lo vendió y se convirtió en el bar Elbo Room (que cerró en 2018). Su cierre marcó un cambio en la forma en que las lesbianas se reunían y congregaban en San Francisco. Como escribió Rob Morse del San Francisco Examiner sobre Amelia's: "En San Francisco viven más lesbianas que nunca, pero... el último bar de lesbianas en la ciudad, Amelia's, cerrará". "Es una víctima de la comunidad lésbica cada vez más diversa", dijo Streicher, "el grupo de lesbianas de 30 años o más ya no sale tanto a los bares. Las que sí tienden a ir a los bares tradicionales y clubes." No volvió a haber ningún bar de lesbianas en San Francisco hasta la apertura del Lexington Club en 1996 ("The Lex" cerró en 2015 como resultado de la creciente gentrificación de la ciudad).
Un obituario en The Advocate, publicado dos meses después de la muerte de Streicher, informó erróneamente que el de Amelia se llamaba "el de Amanda". Cada mes de junio, durante la Semana del Orgullo, Elbo Room reemplazaba su letrero por el de Amelia para honrar al bar y su clientela lesbiana.

### Olimpiadas homosexuales
Streicher fue una apasionada promotora de los equipos de softbol de gays y lesbianas y cofundadora de las Olimpiadas Gay, más tarde llamadas Gay Games, que comenzaron en San Francisco. Ayudó a crear la Federación de Juegos Gay y formó parte de la junta directiva. En 1994, en los cuartos Juegos Gay anuales en la ciudad de Nueva York, a los que asistieron 55.000 personas, recibió el Premio Tom Waddell por su contribución al Atletismo Gay. También figura en el salón de la fama de la Liga de Softbol Gay de San Francisco.

## Legado
Streicher murió de cáncer a los 68 años el 21 de agosto de 1994 y le sobrevivió su pareja, Mary Sager. Tras su muerte, el alcalde de San Francisco izó las banderas de la ciudad a media asta. El Rikki Streicher Field, un campo deportivo y centro recreativo en el distrito Castro de San Francisco, lleva su nombre. Los estudiosos de la historia LGBT han especulado que los bares de lesbianas de la era de Streicher, que cumplían un propósito importante en ese momento, cerraron como resultado de la gentrificación, la mayor aceptación de las lesbianas en la sociedad en general y la popularidad de las citas en línea y las redes sociales.
Se ha señalado que Streicher y sus bares de lesbianas fueron fundamentales para crear un espacio de protección donde las lesbianas pudiesen crecer y ayudar a otras a hacer lo mismo:
"Las mujeres llamaban a Maud's y decían: "tengo una amiga que ha sufrido abusos, ¿puedes ayudarla?" Y todas se unían para resolver el problema. La gente era muy protectora con la gente. Eso ya no existe. Rikki Streicher, la propietaria de Maud's y Amelia's en Valencia, creó ese ambiente durante 20 años. Siempre fue consciente de estar allí para la comunidad. Cada pocos meses, llegaba una nueva generación y trataba de descubrir cómo ser, y parecía que las estábamos criando".